# Antiprismă heptagonală
În geometrie antiprisma heptagonală este a cincea dintr-o familie infinită de antiprisme. Bazele sale sunt heptagoane, iar fețele laterale sunt 14 triunghiuri. Având 16 fețe, este un hexadecaedru.
Dacă toate fețele sale sunt poligoane regulate, este un poliedru semiregulat cu indicele uniform U77e.
În cazul bazei regulate cu 7 laturi, de obicei se consideră cazul în care copia sa este răsucită cu un unghi de 180°/7. O regularitate suplimentară se obține când dreapta care leagă centrele bazelor este perpendiculară pe planele bazelor, caz în care este o antiprismă dreaptă, iar triunghiurile fețelor laterale sunt isoscele. Dacă toate fețele sale sunt regulate, este un poliedru semiregulat.

## Antiprisma semiregulată

### Mărimi asociate
Pentru o antiprismă heptagonală semiregulată cu latura a, înălțimea h, aria A și volumul V se pot calcula cu relațiile:
{\displaystyle h={\sqrt {1-{\frac {\sec ^{2}{\frac {\pi }{14}}}{4}}}}\,a\approx 0,858473\,a\,,}
{\displaystyle A={\frac {7}{2}}\left(\cot {\frac {\pi }{7}}+{\sqrt {3}}\right)\,a^{2}\approx 13,330003\,a^{2},}
{\displaystyle V={\frac {7}{12}}{\sqrt {4\cos ^{2}{\frac {\pi }{14}}-1}}\,{\frac {\sin {\frac {3\pi }{14}}}{\sin ^{2}{\frac {\pi }{7}}}}\,a^{3}\approx 3,233915\,a^{3}.}

## Poliedre înrudite
| Familia antiprismelor n-gonale uniforme | Familia antiprismelor n-gonale uniforme | Familia antiprismelor n-gonale uniforme | Familia antiprismelor n-gonale uniforme | Familia antiprismelor n-gonale uniforme | Familia antiprismelor n-gonale uniforme | Familia antiprismelor n-gonale uniforme | Familia antiprismelor n-gonale uniforme | Familia antiprismelor n-gonale uniforme | Familia antiprismelor n-gonale uniforme | Familia antiprismelor n-gonale uniforme | Familia antiprismelor n-gonale uniforme | Familia antiprismelor n-gonale uniforme | Familia antiprismelor n-gonale uniforme | Familia antiprismelor n-gonale uniforme |
| --------------------------------------- | --------------------------------------- | --------------------------------------- | --------------------------------------- | --------------------------------------- | --------------------------------------- | --------------------------------------- | --------------------------------------- | --------------------------------------- | --------------------------------------- | --------------------------------------- | --------------------------------------- | --------------------------------------- | --------------------------------------- | --------------------------------------- |
| Imagine poliedru                        |                                         |                                         |                                         |                                         |                                         |                                         |                                         |                                         |                                         |                                         |                                         | ...                                     | Antiprismă apeirogonală                 |                                         |
| Imagine pavare sferică                  |                                         |                                         |                                         |                                         |                                         |                                         |                                         |                                         |                                         |                                         |                                         | Imagine pavare plană                    |                                         |                                         |
| Configurația vârfului n.3.3.3           | 2.3.3.3                                 | 3.3.3.3                                 | 4.3.3.3                                 | 5.3.3.3                                 | 6.3.3.3                                 | 7.3.3.3                                 | 8.3.3.3                                 | 9.3.3.3                                 | 10.3.3.3                                | 11.3.3.3                                | 12.3.3.3                                | ...                                     | ∞.3.3.3                                 |                                         |

### Poliedru dual

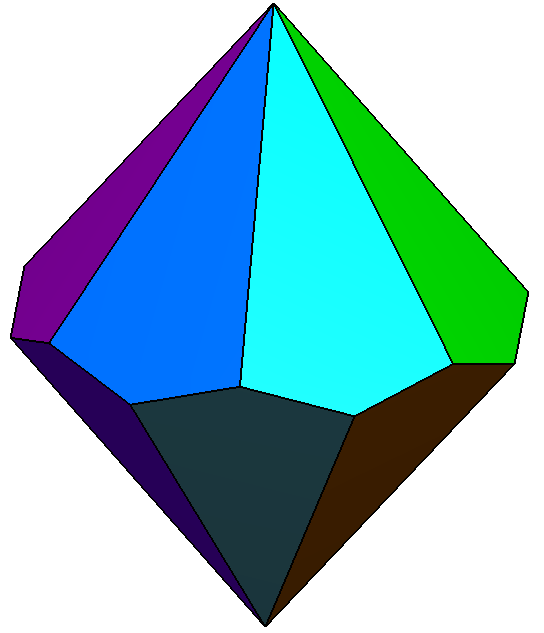
Dual: Trapezoedru heptagonal

Poliedrul dual este trapezoedrul heptagonal.